# My Little Pony - Equestria Girls - Spring Breakdown
My Little Pony - Equestria Girls - Spring Breakdown è uno speciale televisivo animato in Flash basato sul franchise Hasbro My Little Pony - Equestria Girls, e appartenente al ciclo dell'omonima serie animata, spin-off di My Little Pony - L'amicizia è magica. Sceneggiato da Nick Confalone e diretto da Ishi Rudell e Katrina Hadley, è il terzo di una serie di mediometraggi televisivi andati in onda tra il 2018 e il 2019 sul canale televisivo Discovery Family.
Trasmesso il 30 marzo 2019, Spring Breakdown succede cronologicamente a Rollercoaster of Friendship e precede Sunset's Backstage Pass, andato in onda il 27 luglio dello stesso anno.

## Trama
Le protagoniste si concedono una crociera durante le vacanze scolastiche di primavera. Rainbow Dash, eccitata alla possibilità di scontrarsi nuovamente con la magia di Equestria, finisce involontariamente con il provocare piccoli incidenti che coinvolgono le sue amiche, spingendo Sunset Shimmer e le altre a rimproverarla per il suo comportamento. Quando in seguito Rainbow assiste davvero a una strana manifestazione magica, accompagnata dall'insorgere di una violenta tempesta, le altre non prestano fede al suo avvertimento, spingendo la ragazza a sganciare una scialuppa di salvataggio e ad avventurarsi da sola per il mare agitato. Sunset e Twilight Sparkle, notata la sua sparizione, si affrettano ad andarle dietro, trovandola intrappolata nelle sabbie mobili su un'isoletta poco distante. Attaccate da un'enorme pianta carnivora, le ragazze si salvano grazie a Sunset Shimmer, che capisce che le sabbie mobili celano un portale per Equestria e convince le amiche a gettarvisi dentro. Accolte da Princess Twilight, le tre passano del tempo a ricordare le avventure passate, finché Rainbow Dash, vedendo il simbolo del Re Tornado su uno scettro mostrato loro da Twilight, riconosce di averlo visto in precedenza durante la tempesta che ha assalito la loro nave. Comprendendo che la tempesta è frutto della magia residua del Re, Sunset, Twilight e Rainbow fanno subito ritorno all'isoletta da cui erano arrivate, e riescono a intrappolare la magia ostile all'interno dello scettro, salvando le amiche in pericolo e il resto della nave, che era in procinto di colare a picco.

## Doppiatori

### Cast originale
- Tara Strong: Twilight Sparkle (voce)
  - Rebecca Shoichet: Twilight Sparkle (canto)
- Rebecca Shoichet: Sunset Shimmer
- Ashleigh Ball: Rainbow Dash e Applejack
- Andrea Libman: Pinkie Pie (voce) e Fluttershy
- Tabitha St. Germain: Rarity (voce)
  - Kazumi Evans: Rarity (canto)
- Kathleen Barr: Trixie, Puffed Pastry
- Jason Michas: Ragamuffin

## Canzoni
Oltre alla colonna sonora di William Anderson, Spring Breakdown include una canzone:
| Titolo   | Testo                                      | Musica                                     | Durata |
| -------- | ------------------------------------------ | ------------------------------------------ | ------ |
| All Good | Jessica Vaughn, Jess Furman, Ethan Roberts | Jessica Vaughn, Jess Furman, Ethan Roberts | 0:53   |

## Produzione
Stando alla codirettrice Katrina Hadley, Spring Breakdown è stato partizionato in sei episodi anziché cinque (come gli speciali precedenti), ciascuno della durata di circa sette minuti e mezzo, e non vi sono scene tagliate dalla versione televisiva.

## Pubblicazione
Spring Breakdown è andato in onda in prima TV su Discovery Family il 30 marzo 2019 come parte del palinsesto "Pony Palooza". Come nel caso degli speciali precedenti, tra il 12 aprile e il 17 maggio 2019 l'episodio è stato pubblicato in forma episodica su YouTube — in questo caso il canale "My Little Pony Official" — senza però differenze di durata rispetto alla versione televisiva.
A oggi non è stata pubblicata nessuna versione italiana dello speciale.

### Episodi
| Episodio | Titolo originale     | Pubblicazione (Stati Uniti) | Durata   | Durata |
| Episodio | Titolo originale     | Pubblicazione (Stati Uniti) | parziale | totale |
| -------- | -------------------- | --------------------------- | -------- | ------ |
| 1        | Bon Voyage           | 12 aprile 2019              | 7:43     | 7:43   |
| 2        | Sea Legs             | 19 aprile 2019              | 7:44     | 15:27  |
| 3        | Tropical Depression  | 26 aprile 2019              | 7:43     | 23:10  |
| 4        | Friend Overboard     | 3 maggio 2019               | 7:43     | 30:53  |
| 5        | Hoofin' It           | 10 maggio 2019              | 7:44     | 39:37  |
| 6        | That Sinking Feeling | 17 maggio 2019              | 7:41     | 47:18  |

### Marketing
Un teaser dello speciale è stato proiettato durante l'evento dedicato a My Little Pony presso la San Diego Comic-Con del 2018.